# Frank Gardner (cầu thủ bóng đá)
Frank Gardner là một cầu thủ bóng đá người Anh cũng là người đồng sáng lập và thư ký/huấn luyện viên đầu tiên của Leicester Fosse.